# Aleksander Axer
Aleksander Axer (ur. 10 października 1880 w Przemyślu, zm. 4 października 1948 w Zurychu) – polski matematyk, doktor matematyki.

## Życiorys
Był synem pracownika urzędu podatkowego, Abrahama Leona Axera, i Fani Zoftan Grün. Miał trzech braci (Józef, Maurycy, Filip) oraz siostrę – Robertę. Rodzina kilkukrotnie zmieniała adresy zamieszkania w Przemyślu w związku z pracą ojca. Od 1886/1867 Aleksander uczęszczał przez cztery lata do szkoły ludowej w swoim mieście, a następnie zaczął naukę w Gimnazjum Wyższym w Przemyślu, gdzie zdał maturę w roku 1898. W październiku 1898 rozpoczął studia na Wydziale Filozoficznym Uniwersytetu Wiedeńskiego. Studiował nauki matematyczne, fizyczne i filozoficzne. W 1902 obronił pracę doktorską pt. Über asymptotische Werte zahlentheoretischer Funktionen im Gebiete der aus den dritten Einheitswurzeln gebildeten ganzen complexen Zahlen.
Ponieważ otrzymał stypendium naukowe, w 1903 wyjechał na dalsze studia do Getyngi. Opracował tam m.in. dla czytelni uniwersyteckiej wykłady Hermanna Minkowskiego o geometrii liczb.
W 1904 roku wziął udział w III Międzynarodowym Kongresie Matematyków w Heidelbergu, po czym powrócił do Wiednia. W roku szkolnym 1904/05 uczył młodzież w Szkole Realnej im. Cesarza Franciszka Józefa w Wiedniu. Rok później rozpoczął studia matematyczne w Zurychu, a od 1911 zamieszkał już tam na stałe.
24 grudnia 1912 ożenił się z lekarką, aktywistką polityczną, Reele (Reginą) Kahane. Oboje otrzymali obywatelstwo szwajcarskie pod koniec 1917 roku.
Po I wojnie światowej Aleksander Axer głównie uczył matematyki w szkołach prywatnych. W 1920 rozwiódł się, a 27 marca 1937 roku poślubił Dorothee Caroline Ochsner. Z nią także rozwiódł się – już rok później.
Zmarł w 1948 roku w Szpitalu Prywatnym „Domu Sióstr Czerwonego Krzyża” przy ul. Gloriastrasse 14 w Zurychu. Został pochowany na cmentarzu miejskim Nordheim (grób nr 9405, klasa I).

## Prace
- Zahlentheoretische Funktionen und deren asympptotische Werte im Gebiete der aus den dritten Einheitswurzeln gebildeten ganzen komplexen Zachlen, „Monatshefte für Mathematik und Physik”, 15 (1904), s. 239–291.
- O układach sił wewnętrznych z siłośrodem, „Prace Matematyczno-Fizyczne”, 19 (1908), s. 99–122.
- Przyczynek do charakterystyki funkcji ideałowej φ (r) [„Sur la fonction φ (r) dans la thèorie des ideaux], „Prace Matematyczno-Fizyczne”, 21 (1910), s. 37–41.

- Beitrang zur Kenntnis der zahlentheoretischen Funktionen μ (n) und λ (n) [„Przyczynek do teoryi funkcyj liczbowych µ (n) i λ (n)], „Prace Matematyczno-Fizyczne”, 21 (1910), s. 65–95.
- Arytmetyka pierwiastków trzecich z jedności, Warszawa 1910.

- Zarys arytmetyki ciała pierwiastków trzecich z jedności [l’Arithmetique du corps des racines troisiemes de l’unitè], „Wiadomości Matematyczne” 14 (1910), s. 1–66, 139-170, tamże, 15 (1911), s. 147–199, tamże, 16 (1912), s. 33–97.
- Obliczanie asymptotyczne, odnoszące się do liczby rozkładów liczb na pary czynników bez potęg stopni danych [„Asymptotische Abschätzung die Anzahl der Zerlegung von Zahlen in von Potenzen gegebener Grade freie Faktorenpaare betreffend”], „Prace Matematyczno-Fizyczne”, 22 (1911), s. 73–102.
- Das Analogon zur Funktion φ (x) in einem zu vorgegebenen Primzahlen teilerfremden Zahlensystem, „Monatshefte für Mathematik und Physik”, 22 (1911), s. 3–25.
- Über einen arithmetischen Satz von Gegenbauer, „Monatshefte für Mathematik und Physik”, 22 (1911), s. 187–194.
- Über einige Grenzwertsätze, „Sitzungsberichte der matematisch-naturwissenschaftlichen Klasse der Kaiserlichen Akademie der Wissenschaften zu Wien”, Zweite Abteilung, Wien 120 (1911), s. 1253-1298[1].